# Mentha spicata
Il mentastro verde (nome scientifico Mentha spicata L., 1753) è una pianta perenne della famiglia delle Lamiaceae.

## Etimologia
Il nome generico (Mentha) per una pianta è stato usato per la prima volta da Gaio Plinio Secondo (Como, 23 – Stabiae, 25 agosto 79), scrittore, ammiraglio e naturalista romano, e deriva dal nome greco "Mintha" di una ninfa dei fiumi sfortunata, figlia del dio Cocito (ma è anche un fiume mitologico), che è stata trasformata in un'erba da Persefone perché amante di Dite. L'epiteto specifico (spicata) indica una infiorescenza simile ad una spiga.
Il nome scientifico della specie è stato definito da Linneo (1707–1778), conosciuto anche come Carl von Linné, biologo e scrittore svedese considerato il padre della moderna classificazione scientifica degli organismi viventi, nella pubblicazione "Species Plantarum - 2: 576. 1753"  del 1753.

## Descrizione
Queste piante arrivano ad una altezza di 30–100 cm. La forma biologica è emicriptofita scaposa (H scap), ossia in generale sono piante erbacee, a ciclo biologico perenne, con gemme svernanti al livello del suolo e protette dalla lettiera o dalla neve e sono dotate di un asse fiorale eretto e spesso privo di foglie. Tutta la pianta ha un forte odore aromatico (sgradevole). Le sostanze aromatiche (oli eterei) sono contenute all'interno di peli ghiandolari. Probabilmente è un allotetraploide ottenuto dalle colture tra la Mentha suaveolens e Mentha longifolia.

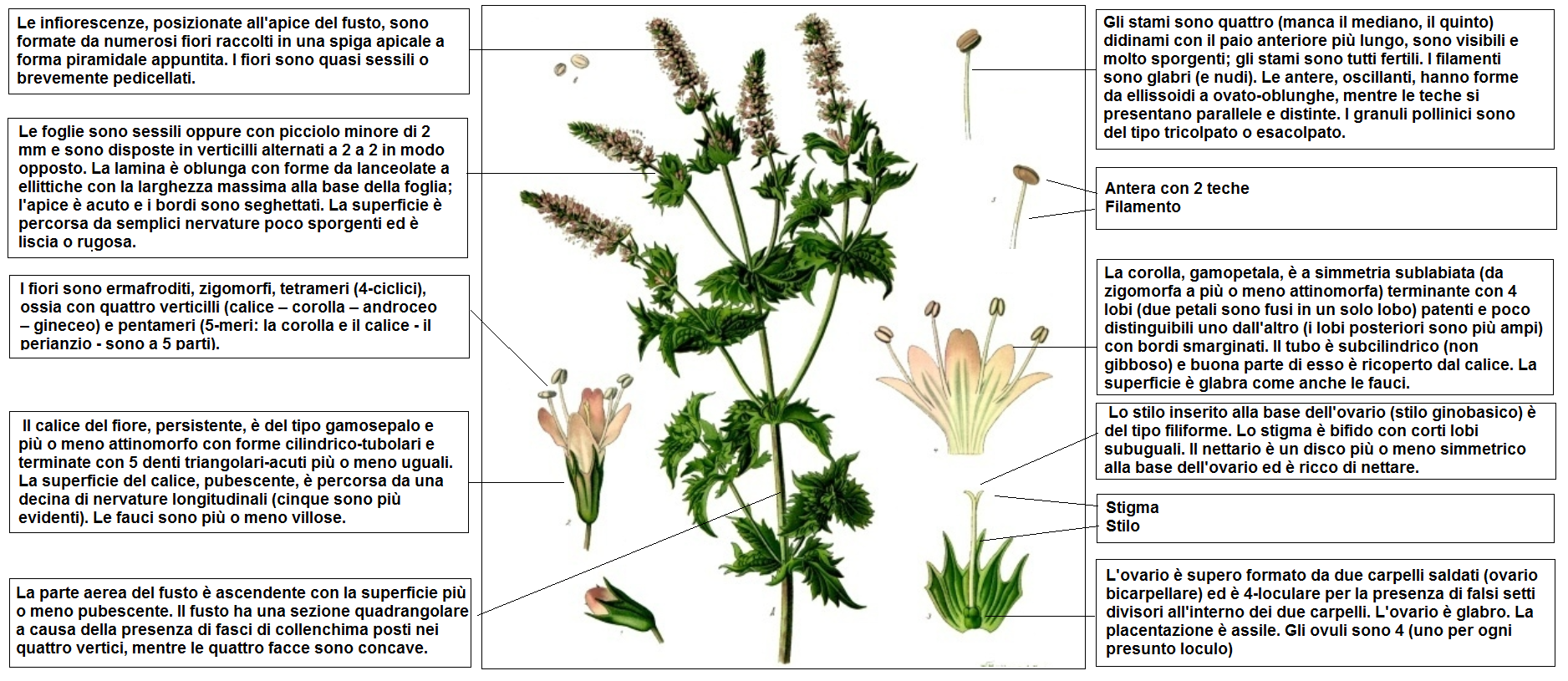
Descrizione delle parti della pianta

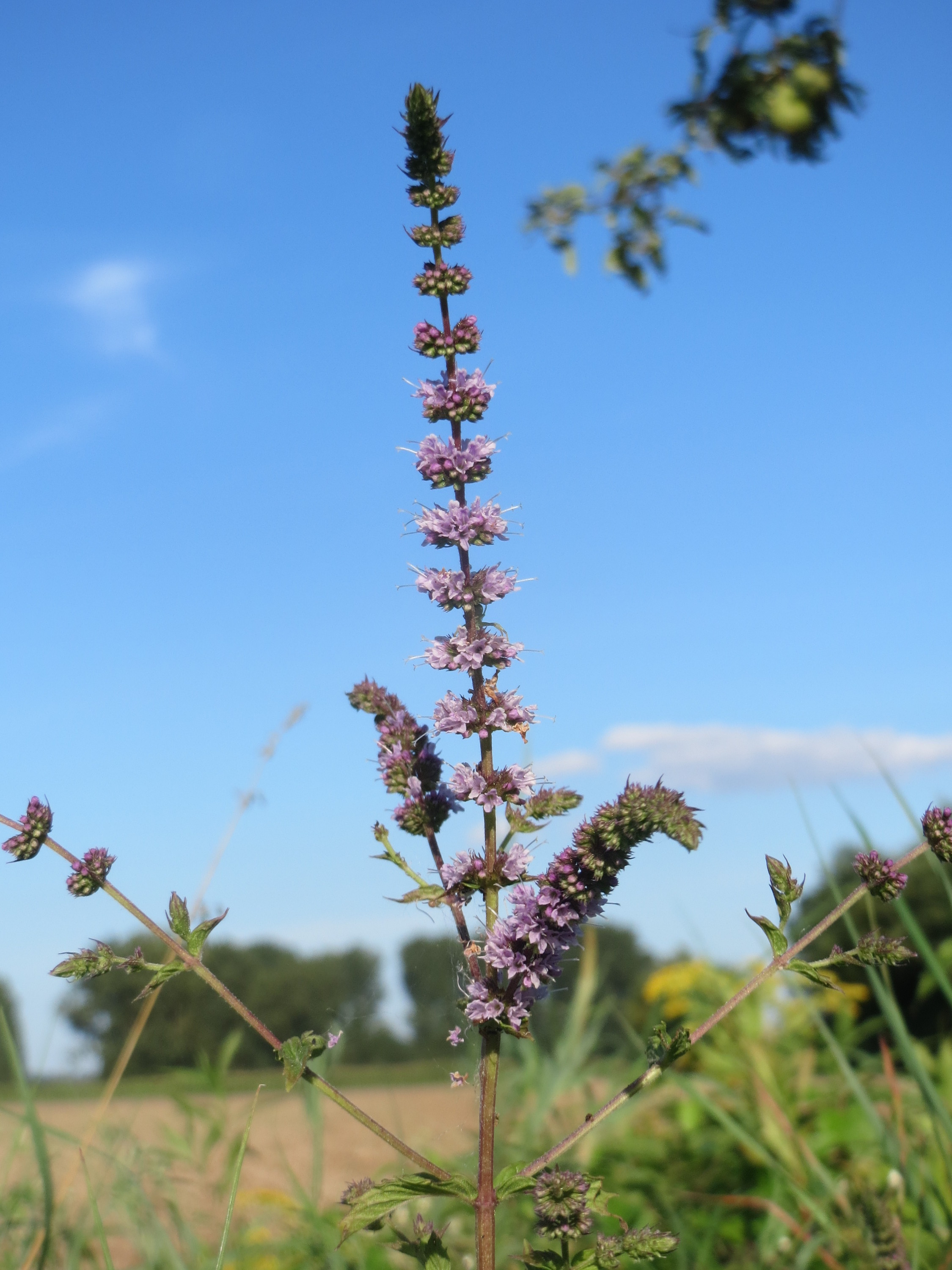
Il portamento

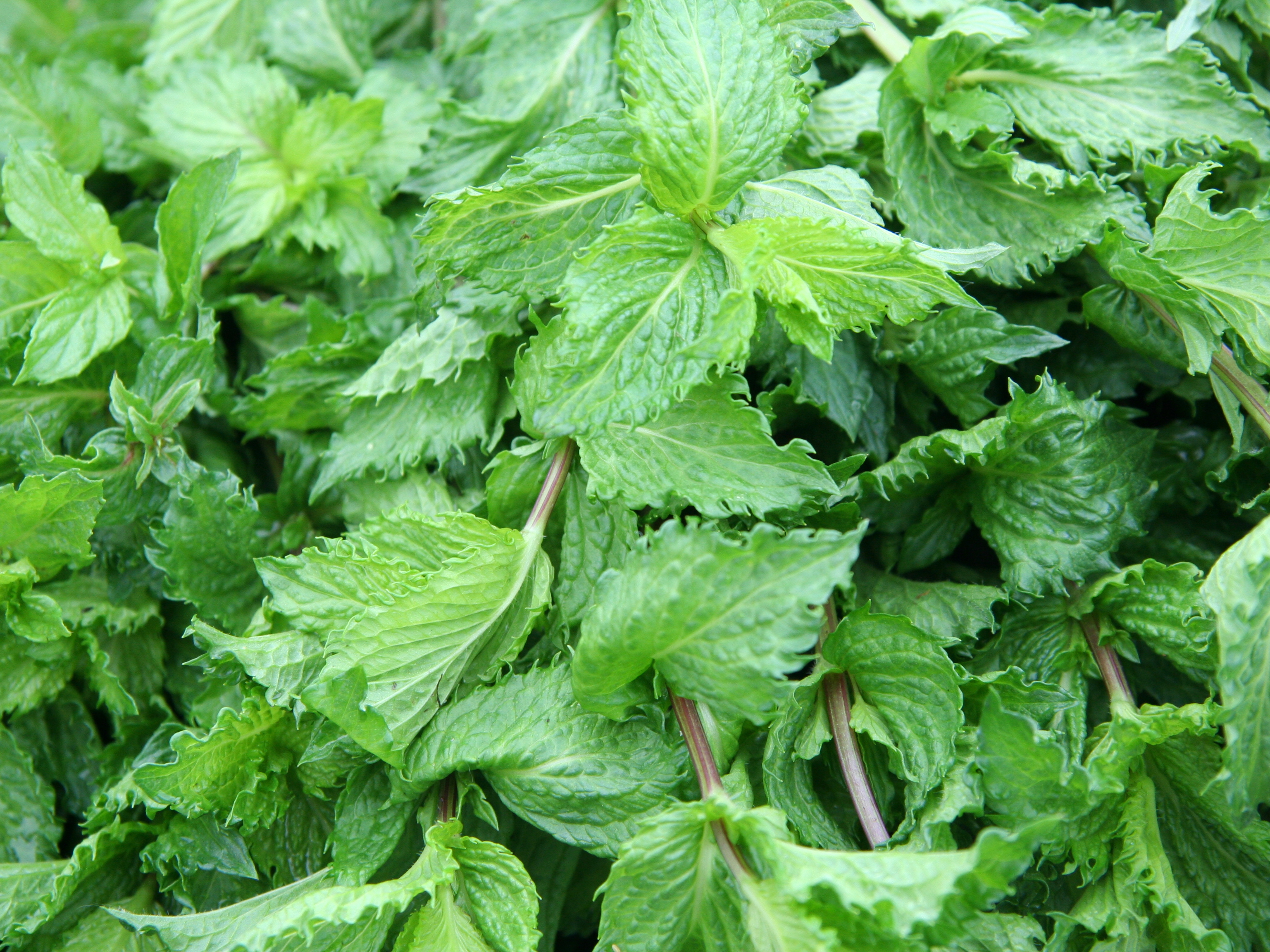
Le foglie

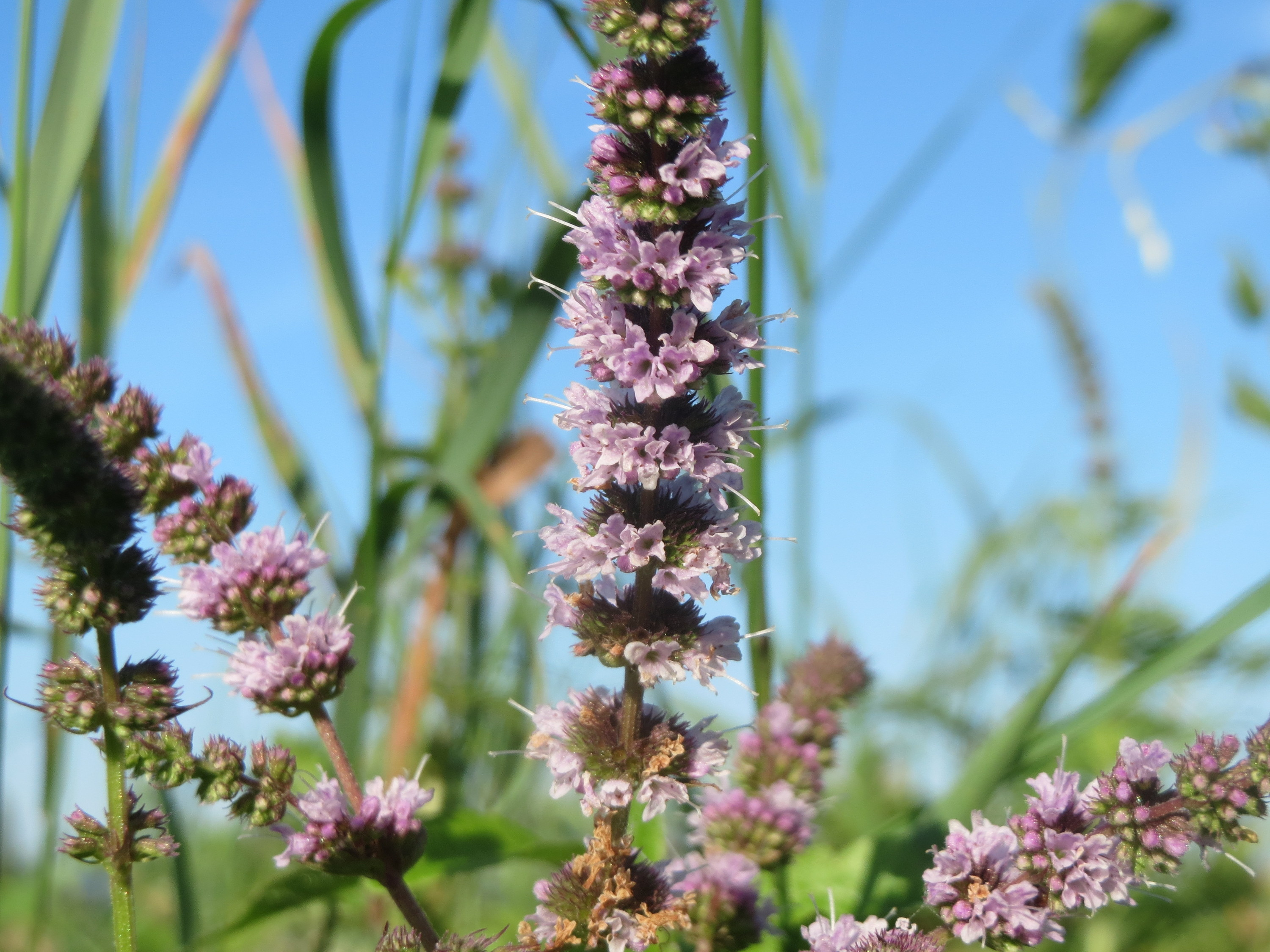
Infiorescenza

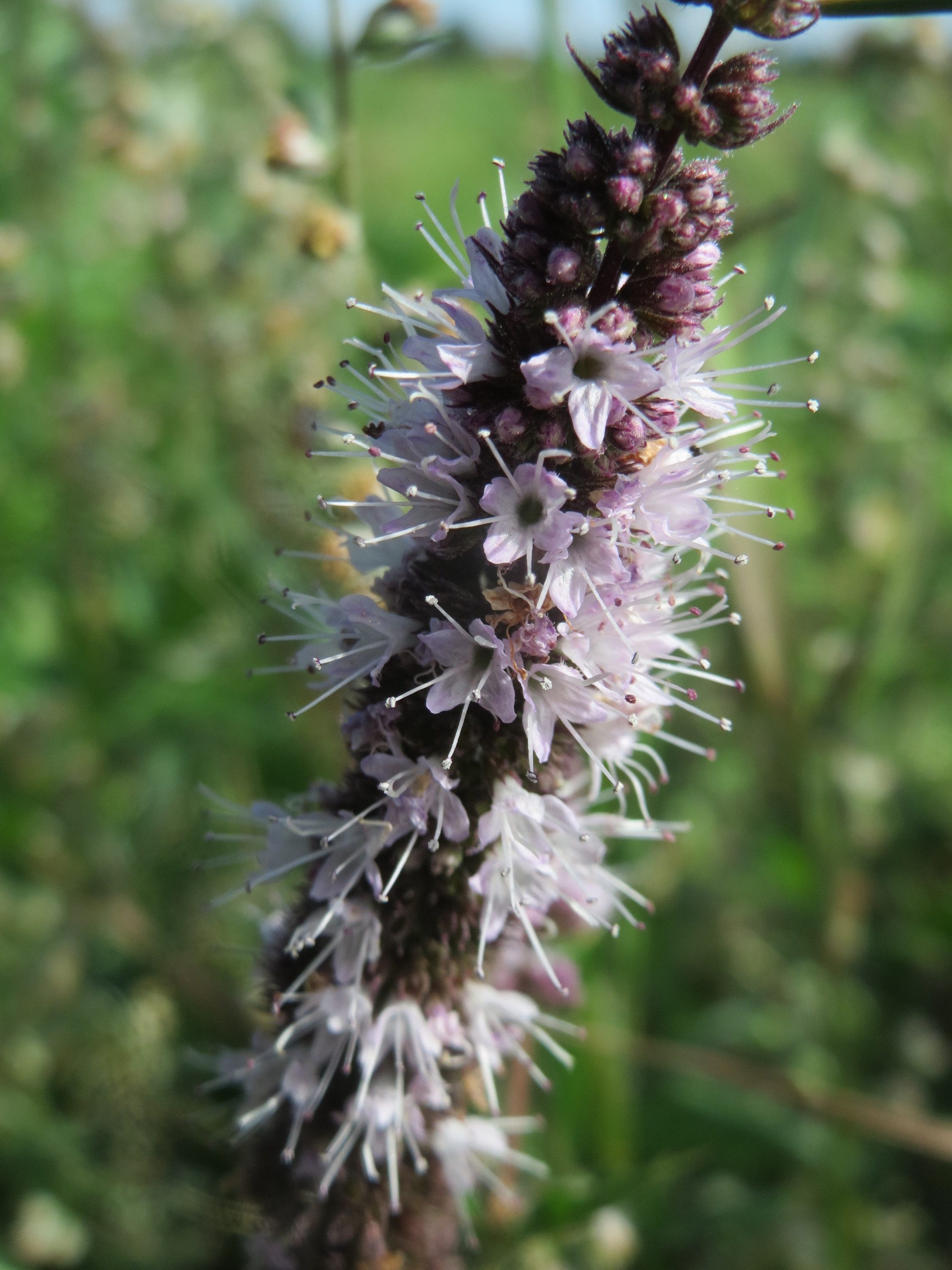
I fiori

### Radici
Le radici sono secondarie da rizoma.

### Fusto
La parte aerea del fusto è ascendente con la superficie più o meno pubescente. Il fusto ha una sezione quadrangolare a causa della presenza di fasci di collenchima posti nei quattro vertici, mentre le quattro facce sono concave.

### Foglie
Le foglie sono sessili oppure con picciolo minore di 2 mm e sono disposte in verticilli alternati a 2 a 2 in modo opposto. La lamina è oblunga con forme da lanceolate a ellittiche con la larghezza massima alla base della foglia; l'apice è acuto e i bordi sono seghettati. La superficie è percorsa da semplici nervature poco sporgenti ed è liscia o rugosa. Le stipole sono assenti. Dimensione delle foglia: larghezza 1,5–3 cm; lunghezza 5–9 cm.

### Infiorescenza
Le infiorescenze, posizionate all'apice del fusto, sono formate da numerosi fiori raccolti in una spiga apicale a forma piramidale appuntita. I fiori sono quasi sessili o brevemente pedicellati. Lunghezza delle spighe: 4–10 cm. Lunghezza dei pedicelli: 2 mm.

### Fiore
I fiori sono ermafroditi, zigomorfi, tetrameri (4-ciclici), ossia con quattro verticilli (calice – corolla – androceo – gineceo) e pentameri (5-meri: la corolla e il calice - il perianzio - sono a 5 parti). I fiori sono proterandri (protezione contro l'autoimpollinazione). Lunghezza del fiore: 3–4 mm.
- Formula fiorale. Per la famiglia di queste piante viene indicata la seguente formula fiorale:

X, K (5), [C (2+3), A 2+2] G (2), (supero), drupa, 4 nucule
- Calice: il calice del fiore, persistente, è del tipo gamosepalo e più o meno attinomorfo con forme cilindrico-tubolari e terminate con 5 denti triangolari-acuti più o meno uguali. La superficie del calice, pubescente, è percorsa da una decina di nervature longitudinali (cinque sono più evidenti). Le fauci sono più o meno villose. Lunghezza del calice: 2 mm. Lunghezza dei denti: 1 mm.
- Corolla: la corolla, gamopetala, è a simmetria sublabiata (da zigomorfa a più o meno attinomorfa) terminante con 4 lobi (due petali sono fusi in un solo lobo) patenti e poco distinguibili uno dall'altro (i lobi posteriori sono più ampi) con bordi smarginati. Il tubo è subcilindrico (non gibboso) e buona parte di esso è ricoperto dal calice. La superficie è glabra come anche le fauci. Il colore è roseo, lilla o violetto, ma anche bianco. Lunghezza del tubo: 2 mm.
- Androceo: gli stami sono quattro (manca il mediano, il quinto) didinami con il paio anteriore più lungo, sono visibili e molto sporgenti; gli stami sono tutti fertili. I filamenti sono glabri (e nudi). Le antere, oscillanti, hanno forme da ellissoidi a ovato-oblunghe, mentre le teche si presentano parallele e distinte. I granuli pollinici sono del tipo tricolpato o esacolpato.
- Gineceo: l'ovario è supero formato da due carpelli saldati (ovario bicarpellare) ed è 4-loculare per la presenza di falsi setti divisori all'interno dei due carpelli. L'ovario è glabro. La placentazione è assile. Gli ovuli sono 4 (uno per ogni presunto loculo), hanno un tegumento e sono tenuinucellati (con la nocella, stadio primordiale dell'ovulo, ridotta a poche cellule).[15] Lo stilo inserito alla base dell'ovario (stilo ginobasico) è del tipo filiforme. Lo stigma è bifido con corti lobi subuguali. Il nettario è un disco più o meno simmetrico alla base dell'ovario ed è ricco di nettare.
- Fioritura: fiorisce nel periodo che va da giugno a ottobre.

### Frutti
Il frutto è uno schizocarpo composto da 4 nucule con forme da ovoidi a cilindroidi con la superficie da liscia a rugosa. La deiscenza è basale o laterale.

## Riproduzione
- Impollinazione: l'impollinazione avviene tramite insetti tipo ditteri e imenotteri, raramente lepidotteri (impollinazione entomogama).[10][16]
- Riproduzione: la fecondazione avviene fondamentalmente tramite l'impollinazione dei fiori (vedi sopra). Questa specie è stolonifera per cui si allunga scorrendo sul suolo, o appena sotto il terreno, emettendo radici e foglie dai nodi da cui si generano nuove piantine.[14]
- Dispersione: i semi cadendo a terra (dopo essere stati trasportati per alcuni metri dal vento – disseminazione anemocora) sono successivamente dispersi soprattutto da insetti tipo formiche (disseminazione mirmecoria). I semi hanno una appendice oleosa (elaisomi, sostanze ricche di grassi, proteine e zuccheri) che attrae le formiche durante i loro spostamenti alla ricerca di cibo.[17]

## Distribuzione e habitat

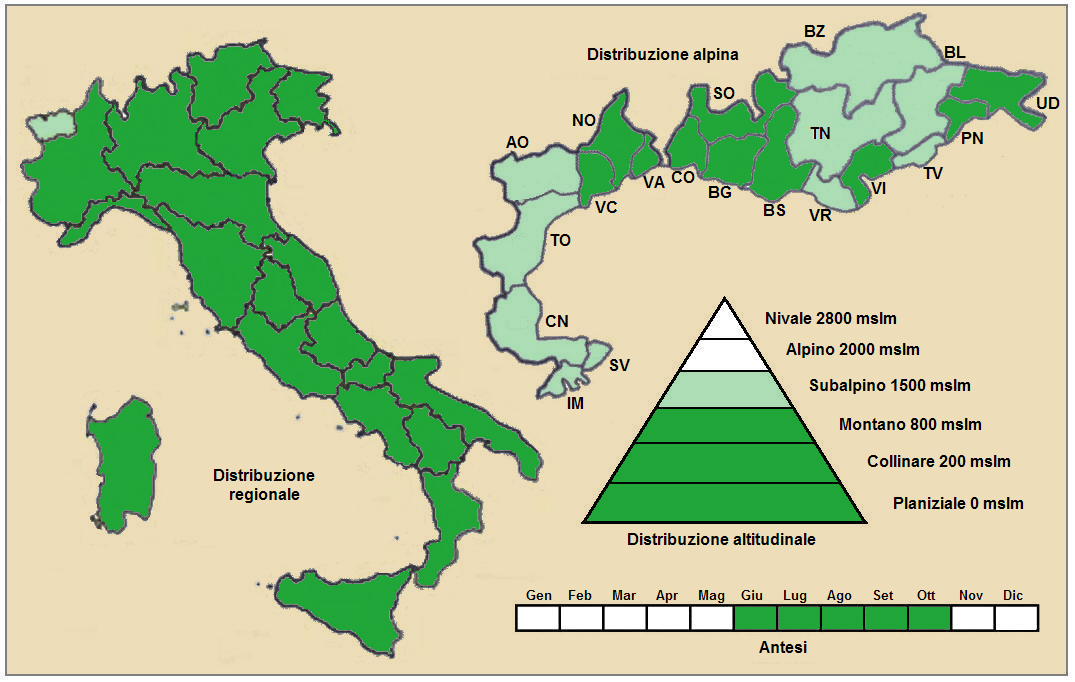
Distribuzione della pianta
(Distribuzione regionale – Distribuzione alpina)

- Geoelemento: il tipo corologico (area di origine) è Euri-Mediterraneo o anche Sud-Europeo.
- Distribuzione: in Italia è una pianta comune e si trova ovunque. Nelle Alpi ha una distribuzione discontinua. Fuori dall'Italia, sempre nelle Alpi, questa specie si trova in Francia (dipartimenti di Alpes-de-Haute-Provence, Hautes-Alpes, Alpes-Maritimes, Drôme e Alta Savoia), in Svizzera (cantoni Berna, Vallese, Ticino, Grigioni), e in Slovenia.[19] Nel resto dell'Europa si trova ovunque (esclusa la Russia e la Penisola Iberica). Nell'areale del Mediterraneo si trova in Anatolia, Transcaucasia, Asia mediterranea e Egitto.[20]
- Habitat: l'habitat tipico per questa pianta sono le zone lungo le strade e i sentieri, ma anche i coltivi utilitari. Il substrato preferito è calcareo ma anche siliceo con pH neutro, alti valori nutrizionali del terreno che deve essere umido.[19]
- Distribuzione altitudinale: sui rilievi queste piante si possono trovare fino a 1200 m s.l.m.; frequentano quindi i seguenti piani vegetazionali: collinare, montano e in parte quello subalpino (oltre a quello planiziale – a livello del mare).

### Fitosociologia

#### Areale alpino
Dal punto di vista fitosociologico alpino Mentha spicata appartiene alla seguente comunità vegetale:
- Formazione: delle comunità perenni nitrofile

- Classe: Artemisietea vulgaris

- Ordine: Onopordetalia acanthii

- Alleanza: Arction lappae

#### Areale italiano
Per l'areale completo italiano Mentha spicata appartiene tra le altre alla seguente comunità vegetale:
- Macrotipologia: vegetazione anfibia di fiumi, sorgenti e paludi.

- Classe: Phragmito australis-magnocaricetea elatae Klika in Klika & Novák 1941

- Ordine: Phragmitetalia australis Koch 1926

- Alleanza: Phragmition communis Koch 1926

- Suballeanza: Phragmitenion communis Rivas-Martínez in Rivas-Martínez, Costa, Castroviejo & E. Valdés 1980

Descrizione: la suballeanza Phragmitenion communis è relativa a vegetazione costituita da graminacee alte, sensibili ai periodi di emersione e comprende tutte le associazioni che sono strettamente legate ad ambienti di acqua dolce, distinguendosi quindi da altre suballeanza come Scirpenion maritimi relative a comunità di ambienti salmastri. Questa associazione è potenzialmente distribuita su tutto il territorio italiano. Inoltre è caratterizzata da una certa ricchezza floristica, ma sono presenti anche popolamenti monospecifici, caratterizzati da individui che si riproducono per via vegetativa. Le cenosi del Phragmiteni communis colonizzano le aree marginali dei sistemi di acqua dolce italiani; sono quindi tipici delle zone prossime alla costa dei laghi, alle rive dei fiumi e delle aree umide ad essi limitrofi.
Specie presenti nell'associazione:  Mentha aquatica, Lythrum salicaria, Lycopus europaeus, Calystegia sepium, Agrostis stolonifera, Bidens frondosa, Bidens tripartita, Schoenoplectus lacustris, Alisma plantago-aquatica, Veronica anagallis-aquatica, Sparganium erectum, Typha latifolia, Phalaris arundinacea, Glyceria maxima.
Altre alleanze per questa specie sono:
- Suball. Juncenion maritimi Géhu & Biondi ex Géhu in Bardat, Bioret, Botineau, Boullet, Delpech, Géhu, Haury, Lacoste, Rameau, Royer, Roux & Touffet 2004
- Suball. Scirpenion maritimi Rivas-Martínez, Costa, Castroviejo & E. Valdés 1980
- Suball. Thlaspienion stylosi Avena & Bruno 1975
- All.Adenostylion alpinae Castelli et al. ex Castelli, Biondi & Ballelli in Biondi, Allegrezza, Casavecchia, Galdenzi, Gasparri, Pesaresi, Vagge & Blasi 2014
- Suball. Hypochoerenion achyrophori Biondi & Guerra 2008
- Suball. Ononidenion ornithopodioides  Biondi & Guerra 2008
- Suball. Cerastio arvensis-Cynosurenion cristati Blasi, Tilia, Rosati, Del Vico, Copiz, Ciaschetti, Burrascano 2012
- Suball. Trifolio resupinati-Cynosurenion cristati Blasi, Tilia, Rosati, Del Vico, Copiz, Ciaschetti, Burrascano 2012
- Suball. Danthonio decumbentis-Caricenion insularis Farris, Secchi, Rosati &Filigheddu 2013
- All. Mentho longifoliae-Juncion inflexi Müller & Görs ex de Foucault 2008
- Suball. Berberidenion vulgaris Géhu, Foucault & Delelis-Dussolier 1983
- All. Osmundo regalis-Alnion glutinosae (Br.-Bl., P. Silva & Rozeira 1956) Dierschke & Rivas-Martínez in Rivas-Martínez 1975
- Suball. Hyperico hircini-Alnenion glutinosae Dierschke 1975
- Suball. Ulmenion minoris  Oberd. 1953
- Suball. Lathyro veneti-Fagenion sylvaticae Zitti, Casavecchia, Pesaresi, Taffetani & Biondi 2014
- Suball. Ostryo carpinifoliae-Tilienion platyphylli Košir, Carni & Di Pietro 2008
- Suball. Lonicero caprifoliae-Carpinenion betuli Vukelic in Marincek 1994
- Suball. Pulmonario apenninae-Carpinenion betuli Biondi, Casavecchia, Pinzi, Allegrezza & Baldoni ex Biondi, Casavecchia, Pinzi, Allegrezza & Baldoni in Biondi, Allegrezza, Casavecchia, Galdenzi, Gigante & Pesaresi 2013
- Suball. Roso serafinii-Juniperenion nanae Brullo, Giusso del Galdo & Guarino 2001
- All. Epipactido atropurpureae-Pinion mugo Stanisci 1997
- Suball. Piceenion excelsae Pawlowski in Pawlowski, Sokolowski & Wallisch 1928
- Suball. Chrysanthemo rotundifoliae-Piceenion (Krajina 1933) Aeschimann et al. 2004

## Tassonomia
La famiglia di appartenenza del genere (Lamiaceae), molto numerosa con circa 250 generi e quasi 7000 specie, ha il principale centro di differenziazione nel bacino del Mediterraneo e sono piante per lo più xerofile (in Brasile sono presenti anche specie arboree). Per la presenza di sostanze aromatiche, molte specie di questa famiglia sono usate in cucina come condimento, in profumeria, liquoreria e farmacia. La famiglia è suddivisa in 7 sottofamiglie: il genere Mentha è descritto nella tribù Mentheae (sottotribù Menthinae) appartenente alla sottofamiglia Nepetoideae.
Il numero cromosomico di M. spicata è: 2n = 18, 36, 48 e 72.

### GruppoMentha spicata
La specie di questa voce è a capo del Gruppo di Mentha spicata caratterizzato da infiorescenze formate da verticillastri a spiga e corolle glabre sia esternamente che nelle fauci. Appartengono a questo gruppo quattro specie principali più altre secondarie. Lo schema seguente utilizza in parte il sistema delle chiavi analitiche per descrivere le specie della flora spontanea italiana appartenenti a questo gruppo:
- Gruppo 1A: il fusto, le foglie e le brattee sono più o meno glabre; mentre sono glabri del tutto i peduncoli e le basi dei calici;

- Mentha spicata L. - Menta romana: queste piante arrivano ad una altezza massima di 3 - 10 dm; il ciclo biologico è perenne; la forma biologica è emicriptofita scaposa (H scap); il tipo corologico è Eurimediterraneo; l'habitat tipico sono gli incolti, i margini delle strade e dei sentieri, e i prati; sul territorio italiano è una pianta comune e si trova ovunque fino ad una altitudine di 1200 m s.l.m..

- Gruppo 1B: tutta la pianta è pelosa;

- Gruppo 2A: la pubescenza è formata solamente da peli semplici e diritti; la forma della lamina delle foglie è lanceolata con larghezza massima verso la metà della foglia; le nervature delle foglie è più o meno semplice e poco sporgente; le piante sono fertili;

- Mentha longifolia L. - Menta selvatica: queste piante arrivano ad una altezza massima di 3 - 12 dm; il ciclo biologico è perenne; la forma biologica è emicriptofita scaposa (H scap); il tipo corologico è Paleotemperato; l'habitat tipico sono le aree lungo le strade, i prati, i sentieri e i bordi dei torrenti; sul territorio italiano è una pianta comune (isole escluse) e si trova ovunque fino ad una altitudine compresa tra 900 e 2000 m s.l.m..

- Gruppo 2B: la pubescenza è formata da peli ramificati crespi insieme a peli semplici diritti; le piante sono fertili o sterili; la larghezza massima della lamina delle foglie si trova vicino alla base della foglia;

- Gruppo 3A: le piante sono sterili, incapaci di produrre semi;

- Mentha x villosa Huds., 1778 (Ibrido triploide tra Mentha suaveolens e Mentha spicata): la forma della lamina delle foglie varia da ovale-arrotondata a lanceolata; la pubescenza è formata da abbondanti peli ramificati. In Italia è un ibrido comune.
- Mentha x villosa-nervata Opiz, 1831 (Ibrido tra Mentha longifolia e Mentha spicata): la forma della lamina delle foglie in genere è stretta; nella pubescenza mancano quasi del tutto i peli ramificati. In Italia è molto rara, forse estinta.

- Gruppo 3B: le piante sono fertili con numerosi semi;

- Gruppo 4A: la pubescenza è formata da abbondanti peli ramificati e crespi; le foglie sono lunghe al massimo il doppio della larghezza;

- Mentha suaveolens Ehrh. - Menta a foglie rotonde: le foglie sono larghe 2 - 4 cm e sono lunghe meno del doppio della larghezza; i verticillastri superiori dell'infiorescenza sono ravvicinati. Queste piante arrivano ad una altezza massima di 3 - 9 dm; il ciclo biologico è perenne; la forma biologica è emicriptofita scaposa (H scap); il tipo corologico è Eurimediterraneo; l'habitat tipico sono gli incolti, i bordi dei campi, dei sentieri, lungo i fossi e luoghi umidi in genere; sul territorio italiano è una pianta comune (un po' meno comune al settentrione) e si trova ovunque fino ad una altitudine di 600 m s.l.m..
- Mentha spicata subsp. condensata (Briq.) Greuter & Burdet - Menta a foglie piccole: le foglie sono larghe 0,5 - 2 cm e sono lunghe più o meno il doppio della larghezza; i verticillastri superiori dell'infiorescenza sono distanziati. Queste piante arrivano ad una altezza massima di 2 - 6 dm; il ciclo biologico è perenne; la forma biologica è emicriptofita scaposa (H scap); il tipo corologico è Est - Mediterraneo; l'habitat tipico sono gli incolti umidi in genere; sul territorio italiano è una pianta rara e si trova solo al Sud (isole comprese) fino ad una altitudine di 1800 m s.l.m.. (= Mentha microphylla K.Koch in Pignatti)

- Gruppo 4B:  la pubescenza è formata da pochi peli ramificati e crespi; le foglie sono lunghe più del doppio della larghezza;

- Mentha spicata L. - Menta romana: la lamina delle foglie varia da lanceolata a ovale-lanceolata, è grigiastra; le foglie sono lisce o rugose (vedi Gruppo 1A).
- Mentha x rotundifolia (L.) Huds., 1762 (Ibrido diploide tra Mentha suaveolens e Mentha longifolia): le foglie sono molto variabili, la lamina varia da ellittico-lanceolata a ovale-lanceolata e sono più larghe e più rugose. (Mentha x niliaca Jacq., 1777 in Pignatti)

### Sottospecie
Oltre alla Mentha spicata subsp. condensata (Briq.) Greuter & Burdet (Menta a foglie piccole) Pignatti nella "Flora d'Italia" descrive altre due sottospecie:
- Mentha spicata subsp. spicata: le foglie, le brattee, i peduncoli e i calici sono pelosi similmente a Mentha longifolia; il colore delle foglie è grigiastro; la superficie inferiore della pagina fogliare è ricoperta da peli semplici misti a peli ramosi.
- Mentha spicata subsp. glabrata Lej. et Court.: i peduncoli e il calice sono glabri; il fusto, le foglie, le brattee sono glabre o con pochi peli sparsi. Probabilmente è ottenuta con l'intervento di un solo gene dominante. È una specie coltivata e successivamente inselvatichita (si trova raramente).

### Ibridi
La specie di questa voce forma i seguenti ibridi:
- Mentha x villosa-nervata Opiz, 1831  (Ibrido con Mentha longifolia) - La forma della lamina delle foglie in genere è stretta; nella pubescenza mancano quasi del tutto i peli ramificati; è una pianta sterile. In Italia è molto rara, forse estinta.[26]
- Mentha x villosa Hudson, 1778 (Ibrido con Mentha suaveolens) - È un ibrido triploide quasi sempre sterile. In Italia è comune.[25]
- Mentha × vergoereri Starm., 2011 (Ibrido tra M. spicata e M. spicata subsp. condensata).[29][30]
- Mentha x gentilis L., 1753 subhyb. veronensis (Ibrido con M. aquatica): la base delle foglie è cuneata e la nervatura è appena sporgente; le foglie superiori sono sempre più piccole di quelle mediane. È un ibrido abbastanza comune. Distribuzione: Prealpi Vicentine e Verona.[31]
- Mentha x gentilis L., 1753  subhyb. piperita (Ibrido tra M. aquatica e M. spicata subsp. glabrata): le foglie sono opache, quelle superiori sono sessili e molto poco più piccole di quelle inferiori; il calice ha una forma conica (campanulata) con dei denti triangolari acuti e brevi. È un ibrido talvolta coltivato negli orti. Distribuzione: Italia Settentrionale.[31]
- Mentha x smithiana R.A. Graham, 1949 (Ibrido tra M. arvensis, M. aquatica e M. spicata): le foglie sono più o meno lucide, quelle superiori sono brevemente picciolate e molto più piccole di quelle inferiori (spesso sono bratteiformi); il calice ha una forma cilindrica con i denti ridotti alla sola nervatura. È un ibrido molto raro; talvolta è coltivato negli orti. Distribuzione: Friuli, Carnia, Verona e Alto Adige.[32]
- Mentha x piperita L., 1753 subhyb. piperita (Ibrido tra Mentha aquatica e Mentha spicata subsp. glabrata): la lamina delle foglie è ovale più o meno larga (almeno sul fusto principale) con apice spesso acuto. Queste forme sono coltivate nell'Italia Settentrionale e Centrale.[33]
- Mentha x piperita L., 1753 subhyb. nepetoides Lej. (Ibrido tra Mentha aquatica e Mentha spicata): è molto simile a Mentha x dumetorum. Di questa entità si conoscono diversi "notomorfi" (ibridi ben definiti morfologicamente i cui caratteri sono fissati e trasmessi per via vegetativa).

### Sinonimi
Questa entità ha avuto nel tempo diverse nomenclature. L'elenco seguente indica alcuni tra i sinonimi più frequenti:
Sinonimi di Mentha spicata
- Mentha aquatica var. crispa (L.) Benth.
- Mentha aquatica subsp. crispa (L.) G.Mey.
- Mentha atrata Schur
- Mentha balsamea Rchb.
- Mentha brevispicata Lehm.
- Mentha cordato-ovata Opiz
- Mentha crispa L.
- Mentha crispata Schrad. ex Willd.
- Mentha crispata var. lacerata (Opiz) Heinr.Braun
- Mentha glabra Mill.
- Mentha hortensis Opiz ex Fresen.
- Mentha inarimensis Guss.
- Mentha integerrima Mattei & Lojac.
- Mentha lacerata Opiz
- Mentha laciniosa Schur
- Mentha laevigata Willd.
- Mentha lejeuneana Opiz
- Mentha lejeunii Opiz ex Rchb.
- Mentha longifolia var. crispata (Schrad. ex Willd.) Rouy
- Mentha longifolia var. piperella (Lej. & Courtois) Rouy
- Mentha longifolia var. undulata (Willd.) Briq.
- Mentha longifolia subsp. undulata (Willd.) Briq.
- Mentha longifolia subsp. viridis (L.) Rouy
- Mentha michelii Ten. ex Rchb.
- Mentha mollissima var. undulata (Willd.) Heinr.Braun
- Mentha ocymiodora Opiz
- Mentha pectinata Raf.
- Mentha piperella (Lej. & Courtois) Opiz ex Lej. & Courtois
- Mentha × piperita var. crispa (L.) W.D.J.Koch
- Mentha × piperita var. inarimensis (Guss.) Briq.
- Mentha pudina Buch.-Ham. ex Benth.
- Mentha romana Bubani
- Mentha romana Garsault [Invalid]
- Mentha rosanii Ten.
- Mentha rubicunda Heinr.Braun & Topitz
- Mentha rubicunda var. langiana Topitz
- Mentha sepincola Holuby
- Mentha spicata subsp. glabrata (Lej. & Courtois) Lebeau
- Mentha spicata var. oblongifolia (Wimm. & Grab.) Lebeau
- Mentha spicata var. spicata
- Mentha spicata var. undulata (Willd.) Lebeau
- Mentha spicata var. viridis L.
- Mentha sylvestris var. crispata W.D.J.Koch
- Mentha sylvestris var. glabra W.D.J.Koch
- Mentha sylvestris var. glabrata Benth.
- Mentha sylvestris var. oblongifolia Wimm. & Grab.
- Mentha sylvestris var. undulata (Willd.) W.D.J.Koch
- Mentha tauschii Heinr.Braun
- Mentha tenuiflora Opiz
- Mentha tenuifolia Opiz ex Rchb.
- Mentha tenuis Michx.
- Mentha undulata Willd.
- Mentha viridifolia Pérard
- Mentha viridis (L.) L.
- Mentha viridis var. allodonta Topitz
- Mentha viridis var. angustifolia Lej. & Courtois
- Mentha viridis subsp. angustifolia (Lej. & Courtois) Briq.
- Mentha viridis var. cordato-ovata (Opiz) Heinr.Braun
- Mentha viridis var. crispa Benth.
- Mentha viridis var. crispata (Schrad. ex Willd.) Becker
- Mentha viridis subsp. crispata (Schrad. ex Willd.) Briq.
- Mentha viridis f. crispata (Schrad. ex Willd.) Pérard
- Mentha viridis subsp. euryphylla Briq.
- Mentha viridis subsp. exquisita Briq.
- Mentha viridis var. exquisita Briq.
- Mentha viridis var. glabrata Lej. & Courtois
- Mentha viridis var. holotilta Briq.
- Mentha viridis var. hortensis Wirtg.
- Mentha viridis subsp. inarimensis (Guss.) Nyman
- Mentha viridis var. jaccardii Briq.
- Mentha viridis var. lacerata (Opiz) Heinr.Braun
- Mentha viridis var. laetivridis Topitz
- Mentha viridis var. laevigata (Willd.) Lamotte
- Mentha viridis var. lampreilema Briq.
- Mentha viridis f. latifolia Pérard
- Mentha viridis var. lejeuneana (Opiz) Heinr.Braun
- Mentha viridis var. macrostemma Lej. & Courtois
- Mentha viridis var. maderensis Briq.
- Mentha viridis subsp. malinvaldii Agasse ex Briq.
- Mentha viridis var. malinvaldii (Agasse ex Briq.) Briq.
- Mentha viridis var. ocymiodora (Opiz) Lej. & Courtois
- Mentha viridis var. oligotricha Briq.
- Mentha viridis var. phaneroneura Briq.
- Mentha viridis var. phyllopogon Briq.
- Mentha viridis var. piperella Lej. & Courtois
- Mentha viridis f. psilostachya Pérard
- Mentha viridis var. sinuosa Topitz
- Mentha viridis var. spadana Briq.
- Mentha viridis var. stenophyllon Topitz
- Mentha viridis var. tauscheri Topitz
- Mentha viridis var. tenuiflora (Opiz) Briq.
- Mentha viridis var. tenuis (Michx.) Briq.
- Mentha viridis var. walteriana (Opiz) Topitz
- Mentha walteriana Opizù

Sinonimi della sottospecie condensata
- Mentha chalepensis Mill.
- Mentha derelicta Déségl.
- Mentha microphylla K.Koch
- Mentha microphylla var. condensata (Briq.) Briq.
- Mentha microphylla var. glareosa (Briq.) Briq.
- Mentha sieberi K.Koch
- Mentha sofiana Trautm.
- Mentha sofiana subsp. kickxiifolia Trautm.
- Mentha spicata subsp. tomentosa Harley
- Mentha stenostachya (Boiss.) Nevski
- Mentha subsessilis Borbás
- Mentha sylvestris var. stenostachya Boiss.
- Mentha tomentosa d'Urv.
- Mentha tomentosa subsp. condensata Briq.
- Mentha tomentosa subsp. glareosa Briq.

Sinonimi dell'ibrido Mentha x villosa-nervata
- Mentha viridis var. villosa-nervata (Opiz) Briq.

Sinonimi dell'ibrido Mentha x villosa
- Mentha × alopecuroides var. lamarckii (Ten.) Rouy
- Mentha × alopecuroides var. microdonta (Briq.) Rouy
- Mentha × amaurophylla Timb.-Lagr.
- Mentha × amaurophylla var. rugosa (Gadeceau) Rouy
- Mentha × benthamiana Timb.-Lagr.
- Mentha × billotiana Déségl. & T.Durand
- Mentha × bolzanensis Heinr.Braun
- Mentha × chloreilema (Briq.) Heinr.Braun
- Mentha × chlorostachya Gand. ex Heinr.Braun
- Mentha × controversa Pérard ex Heinr.Braun
- Mentha × cordifolia Opiz ex Fresen.
- Mentha × dossiniana Déségl. & T.Durand
- Mentha × dumortieri Déségl. & T.Durand
- Mentha × emarginata Rchb.
- Mentha × floccida Déségl.
- Mentha × genevensis (T.Durand ex Déségl.) Déségl. & T.Durand
- Mentha × gillotii Déségl. & T.Durand
- Mentha × gratissima Weber
- Mentha × incanescens Heinr.Braun
- Mentha × lamarckii Ten.
- Mentha × lamarckii var. hortivaga Heinr.Braun & Topitz
- Mentha × lamarckii var. lithuanica Heinr.Braun & Topitz
- Mentha × lamyi Malinv.
- Mentha × latifrons Heinr.Braun
- Mentha longifolia var. cordifolia (Opiz ex Fresen.) Rouy
- Mentha longifolia var. dumortieri (Déségl. & T.Durand) Topitz
- Mentha longifolia subsp. dumortieri (Déségl. & T.Durand) Briq.
- Mentha longifolia var. mosoniensis (Heinr.Braun) Topitz
- Mentha × longistachya Timb.-Lagr.
- Mentha × lycopifolia Gillot
- Mentha × malyi+ Heinr.Braun
- Mentha × malyi var. auryensis Heinr.Braun
- Mentha × moesiaca Borbás
- Mentha mollissima f. speciosa (Strail) Heinr.Braun
- Mentha × morrenii Déségl. & T.Durand
- Mentha × morrenii var. latiforns Heinr.Braun
- Mentha × mosoniensis Heinr.Braun
- Mentha × nemorosa subsp. artiglandulosa Trautm.
- Mentha × nemorosa var. dumortieri (Déségl. & T.Durand) Heinr.Braun
- Mentha × nemorosa var. incanotomentosa Lej. & Courtois
- Mentha × nemorosa var. morrenii (Déségl. & T.Durand) Heinr.Braun
- Mentha × nemorosa subsp. timbalii Briq.
- Mentha × nicholsoniana Strail
- Mentha × niliaca var. alopecuroides (Hull) J.Fraser
- Mentha × niliaca var. discincta Briq.
- Mentha × niliaca var. genevensis (T.Durand ex Déségl.) Briq.
- Mentha × niliaca var. lamarckii (Ten.) Briq.
- Mentha × niliaca var. microdonta Briq.
- Mentha × niliaca var. moniliformis Briq.
- Mentha × niliaca var. nemorosa (Willd.) Briq.
- Mentha × niliaca var. nicholsoniana (Strail) J.Fraser
- Mentha × niliaca var. notarisii Briq.
- Mentha × niliaca var. promecophylla Briq.
- Mentha × niliaca var. similis (Déségl. & T.Durand) Briq.
- Mentha × niliaca subsp. timbalii (Briq.) Briq.
- Mentha × niliaca subsp. velutina (Lej.) Briq.
- Mentha × niliaca var. velutina (Lej.) Briq.
- Mentha × niliaca var. webberi J.Fraser
- Mentha × niliacea Vahl
- Mentha × nouletiana Timb.-Lagr.
- Mentha × pascuicola Déségl. & T.Durand
- Mentha × pulverulenta Strail
- Mentha × rhenana Topitz
- Mentha × rigoi Heinr.Braun
- Mentha × rotundifolia subsp. alopecuroides (Hull) Nyman
- Mentha × rotundifolia var. webberi (J.Fraser) Harley
- Mentha × scotica R.A.Graham
- Mentha × similis Déségl. & T.Durand
- Mentha × speciosa Strail
- Mentha spicata var. scotica (R.A.Graham) P.D.Sell
- Mentha suaveolens var. posoniensis Heinr.Braun
- Mentha sylvestris var. alopecuroides (Hull) Baker
- Mentha sylvestris subsp. chloreilema Briq.
- Mentha sylvestris subsp. dumortieri (Déségl. & T.Durand) Briq.
- Mentha sylvestris var. gratissima (Weber) K.Koch
- Mentha sylvestris var. longifolia Becker
- Mentha sylvestris var. nemorosa (Willd.) Benth.
- Mentha sylvestris subsp. nemorosa (Willd.) Wimm. & Grab.
- Mentha sylvestris var. origanoides Strail
- Mentha sylvestris subsp. velutina (Lej.) Nyman
- Mentha sylvestris var. virescens Wimm. & Grab.
- Mentha × thurmannii Déségl. & T.Durand
- Mentha × timbalii (Briq.) Rouy
- Mentha × velutina Lej.
- Mentha × velutina var. genevensis T.Durand ex Déségl.
- Mentha × velutina var. hortivaga Heinr.Braun & Topitz
- Mentha × velutina var. lithuanica Heinr.Braun & Topitz
- Mentha × veneta Heinr.Braun
- Mentha × villosa var. albovelutina Briq.
- Mentha × villosa var. allieriensis Topitz
- Mentha × villosa var. alopecuroides (Hull) Briq.
- Mentha × villosa var. amaurophylla (Timb.-Lagr.) Briq.
- Mentha × villosa f. amaurophylla (Timb.-Lagr.) Topitz
- Mentha × villosa var. billotiana (Déségl. & T.Durand) Topitz
- Mentha × villosa var. calabrica Briq.
- Mentha × villosa f. chaunostachya Topitz
- Mentha × villosa var. cirrita Briq.
- Mentha × villosa var. cladodes Topitz
- Mentha × villosa var. cordifolia (Opiz ex Fresen.) P.D.Sell
- Mentha × villosa var. dossiniana (Déségl. & T.Durand) Briq.
- Mentha × villosa var. dumortieri (Déségl. & T.Durand) Briq.
- Mentha × villosa var. elencta Topitz
- Mentha × villosa var. emarginata (Rchb.) Topitz
- Mentha × villosa f. garrontei Topitz
- Mentha × villosa var. genevensis (T.Durand ex Déségl.) Rouy
- Mentha × villosa f. gillotii (Déségl. & T.Durand) Topitz
- Mentha × villosa var. gillotii (Déségl. & T.Durand) Rouy
- Mentha × villosa var. gnaphalophyta Topitz
- Mentha × villosa var. gratissima (Weber) Rouy
- Mentha × villosa var. heterochroma Briq.
- Mentha × villosa f. hortivaga (Heinr.Braun & Topitz) Topitz
- Mentha × villosa var. incanotomentosa (Lej. & Courtois) Briq.
- Mentha × villosa var. lamarckii (Ten.) Briq.
- Mentha × villosa f. lamyi (Malinv.) Topitz
- Mentha × villosa f. leptodentata Topitz
- Mentha × villosa var. lycopifolia (Gillot) Rouy
- Mentha × villosa var. marginalis Briq.
- Mentha × villosa var. microdonta (Briq.) Briq.
- Mentha × villosa var. morrenii (Déségl. & T.Durand) Briq.
- Mentha × villosa var. nemorosa (Willd.) Briq.
- Mentha × villosa var. nicholsoniana (Strail) Harley
- Mentha × villosa f. noalhatiana Topitz
- Mentha × villosa f. nouletiana (Timb.-Lagr.) Topitz
- Mentha × villosa f. pascuicola (Déségl. & T.Durand) Topitz
- Mentha × villosa var. pulchriceps Briq.
- Mentha × villosa var. recondita Briq.
- Mentha × villosa var. salicetorum Briq.
- Mentha × villosa var. semeiodes Briq.
- Mentha × villosa var. serrigera Briq.
- Mentha × villosa var. similis (Déségl. & T.Durand) Briq.
- Mentha × villosa var. soluta Topitz
- Mentha × villosa var. speciosa (Strail) Briq.
- Mentha × villosa var. velutinella Briq.
- Mentha × villosa var. viridiatra Briq.
- Mentha viridis var. cordifolia (Opiz ex Fresen.) Heinr.Braun
- Mentha viridis f. cordifolia (Opiz ex Fresen.) Pérard
- Mentha viridis subsp. nouletiana (Timb.-Lagr.) Nyman
- Mentha viridis var. rugosa Gadeceau

Sinonimi dell'ibrido Mentha x gentilis
- Mentha × acutifolia Rabenh.
- Mentha × agardhiana Fr.
- Mentha × arrhenii H.Lindb.
- Mentha arvensis var. gracilis (Sole) Nyman
- Mentha arvensis var. pauliana (F.W.Schultz) Nyman
- Mentha × beckeri Heinr.Braun
- Mentha × calvescens Heinr.Braun
- Mentha × cantalica Hérib.
- Mentha × cardiaca var. kmetiana Heinr.Braun
- Mentha × cardiaca var. pergracilis Heinr.Braun
- Mentha × ciliata Opiz ex Fresen.
- Mentha × cinerea Opiz
- Mentha × crepiniana T.Durand
- Mentha × cruciata Opiz ex Steud.
- Mentha × dentata Moench
- Mentha × dentata var. agraria (Opiz ex Fresen.) Heinr.Braun
- Mentha × elegans Lej.
- Mentha × elliptica Lej.
- Mentha × elliptica var. variegata (Sole) Heinr.Braun
- Mentha × gentilis var. agardhiana (Fr.) Nyman
- Mentha × gentilis var. arrhenii (H.Lindb.) Hyl.
- Mentha × gentilis f. beckeriana Topitz
- Mentha × gentilis var. cacosma Topitz
- Mentha × gentilis subsp. cardiaca (Baker) Briq.
- Mentha × gentilis var. cardiaca (Baker) Briq.
- Mentha × gentilis var. ciliata Briq.
- Mentha × gentilis var. crispa (Benth.) W.D.J.Koch
- Mentha × gentilis var. cuneifolia Lej. & Courtois
- Mentha × gentilis var. elliptica (Lej.) Briq.
- Mentha × gentilis var. friesii Briq.
- Mentha × gentilis f. geniata Topitz
- Mentha × gentilis var. gracilis (Sole) Briq.
- Mentha × gentilis var. grata (Host) Briq.
- Mentha × gentilis f. gratiosa Topitz
- Mentha × gentilis f. hackenbruckii Topitz
- Mentha × gentilis var. heleogeton (Heinr.Braun) Topitz
- Mentha × gentilis f. hercynica Topitz
- Mentha × gentilis var. hortensis Nyman
- Mentha × gentilis var. kmetiana (Heinr.Braun) Topitz
- Mentha × gentilis var. legitima Lej. & Courtois
- Mentha × gentilis f. nemoricola Topitz
- Mentha × gentilis var. ovata Lej. & Courtois
- Mentha × gentilis subsp. pauliana (F.W.Schultz) Briq.
- Mentha × gentilis var. pauliana (F.W.Schultz) Strail
- Mentha × gentilis var. pratensis (Sole) Nyman
- Mentha × gentilis subsp. pratensis (Sole) Briq.
- Mentha × gentilis f. pseudorubra Topitz
- Mentha × gentilis var. pugetii (Pérard) Nyman
- Mentha × gentilis var. reichenbachii Briq.
- Mentha × gentilis var. resinosa (Opiz) Topitz
- Mentha × gentilis subsp. rubra Nyman
- Mentha × gentilis f. scandica Topitz
- Mentha × gentilis var. schierliana Topitz
- Mentha × gentilis var. stricta Topitz
- Mentha × gentilis var. variegata (Sole) Sm.
- Mentha × gentilis var. vesana Lej. & Courtois
- Mentha × gracilis Sole
- Mentha × grata Host
- Mentha × grata var. variegata (Sole) Heinr.Braun
- Mentha × heleogeton Heinr.Braun
- Mentha × hortensis Tausch ex W.D.J.Koch
- Mentha × pauciflora Figert
- Mentha × pauliana F.W.Schultz
- Mentha × perdentata Heinr.Braun
- Mentha × postelbergensis Opiz
- Mentha × pratensis Sole
- Mentha × pratensis var. crispa Benth.
- Mentha × pugetii Pérard
- Mentha × resinosa Opiz
- Mentha × rhomboidifolia Pérard
- Mentha × rubra var. crepiniana (T.Durand) Heinr.Braun
- Mentha × sarntheinii Heinr.Braun ex Dalla Torre & Sarnth.
- Mentha × strailii T.Durand
- Mentha × stricta Becker ex Rchb.
- Mentha × subgentilis Heinr.Braun
- Mentha × subundulata Borbás
- Mentha × variegata Sole
- Mentha variegata Sole
- Mentha × vegeta Baker
- Mentha × vesana (Lej. & Courtois) Dalla Torre & Sarnth.

Sinonimi dell'ibrido Mentha x smithiana
- Mentha aquatica var. rubra (Benth.) G.Mey.
- Mentha arvensis var. rubra Benth.
- Mentha × rubra Sm.
- Mentha × rubra var. laevifolia Briq.
- Mentha × rubra var. laxiceps Briq.
- Mentha × rubra var. raripila Briq.
- Mentha × rubra var. stricta Heinr.Braun
- Mentha × rubra var. wirtgeniana (F.W.Schultz) Heinr.Braun
- Mentha × rubra subsp. wirtgeniana (F.W.Schultz) Briq.
- Mentha × rubra var. wirtgeniana (F.W.Schultz) Rouy
- Mentha × rubra var. wuerlii (Opiz) Topitz
- Mentha × sativa var. rubra (Benth.) Nyman
- Mentha × wirtgeniana F.W.Schultz
- Mentha × wuerlii Opiz

Sinonimi dell'ibrido Mentha x piperita
- Mentha × adspersa Moench
- Mentha aquatica  var. citrata (Ehrh.) Fresen.
- Mentha aquatica f. piperita (L.) G.Mey.
- Mentha × balsamea Willd.
- Mentha × banatica Heinr.Braun
- Mentha × braousiana Pérard
- Mentha canescens  var. schultzii (Boutigny ex F.W.Schultz) Rouy
- Mentha × citrata Ehrh.
- Mentha × concinna Pérard
- Mentha × crispula Wender.
- Mentha × durandoana Malinv. ex Batt.
- Mentha × exaltata Heinr.Braun
- Mentha × fraseri Druce
- Mentha × glabra Bellardi ex Colla
- Mentha × glabrata Vahl
- Mentha × hercynica Röhl.
- Mentha × heuffelii Heinr.Braun
- Mentha × hircina J.Fraser
- Mentha × hircina Hull
- Mentha × hirtescens Heinr.Braun & Topitz
- Mentha × hortensis Ten.
- Mentha hortensis  var. citrata Ten.
- Mentha × hudsoniana Heinr.Braun
- Mentha × kahirina Forssk.
- Mentha × langii Geiger ex T.Nees
- Mentha × maximilianea  var. schultzii (Boutigny ex F.W.Schultz) Briq.
- Mentha × napolitana Ten.
- Mentha × nigricans Mill.
- Mentha × odora Salisb.
- Mentha × odorata Sole
- Mentha × officinalis Hull
- Mentha × pimentum Nees ex Bluff & Fingerh.
- Mentha piperita  var. balsamea (Willd.) Rouy
- Mentha × piperita  var. beckeri Briq.
- Mentha × piperita  var. braousiana (Pérard) Briq.
- Mentha × piperita  var. calophylla Briq.
- Mentha × piperita  var. calvifolia Briq.
- Mentha × piperita subsp. citrata (Ehrh.) Briq.
- Mentha × piperita  var. citrata (Ehrh.) Briq.
- Mentha piperita  var. citrata (Ehrh.) Briq.
- Mentha piperita subsp. citrata (Ehrh.) Briq.
- Mentha × piperita  var. crispula (Wender.) Heinr.Braun
- Mentha × piperita  var. durandoana (Malinv. ex Batt.) Briq.
- Mentha × piperita  var. globosiceps Briq.
- Mentha × piperita  var. hercynica (Röhl.) Briq.
- Mentha × piperita  var. heuffelii (Heinr.Braun) Topitz
- Mentha × piperita  var. hispidula Briq.
- Mentha × piperita  var. hudsoniana Heinr.Braun
- Mentha × piperita  var. langii (Geiger ex T.Nees) W.D.J.Koch
- Mentha × piperita  var. officinalis Sole
- Mentha × piperita  var. ouweneelii Lebeau & Lambinon
- Mentha × piperita  var. pennsylvanica Briq.
- Mentha × piperita  var. pimentum (Nees ex Bluff & Fingerh.) Nyman
- Mentha × piperita  var. piperoides (Malinv.) Rouy
- Mentha × piperita  var. poicila Topitz
- Mentha × piperita f. puberula Topitz
- Mentha × piperita f. rotundella Topitz
- Mentha × piperita  var. subhirsuta Benth.
- Mentha × piperoides Malinv.
- Mentha × schultzii Boutigny ex F.W.Schultz
- Mentha × suavis  var. schultzii (Boutigny ex F.W.Schultz) Briq.
- Mentha × tenuis Frank ex Benth.

### Specie simili
Le specie principali del genere Mentha, presenti sul territorio italiano, sono abbastanza simili. La tabella seguente mette a confronto alcuni dei caratteri più significativi di queste specie.
| Specie        | Massima altezza | Foglie (ancoraggio al fusto; forma della lamina; massima lunghezza) | Tipo infiorescenza                                                                                     | Struttura del calice |
| ------------- | --------------- | ------------------------------------------------------------------- | --- | -------------------- |
| M. aquatica   | 90 cm           | Picciolate; da ovali a lanceolate; 9 cm                             | Uno o due teste emisferiche senza foglie                                                               | Attinomorfa          |
| M. arvensis   | 40 cm           | Picciolate; largamente ovate; 5 cm                                  | Verticillastri alla base di una coppia di foglie molto più lunghe dell'infiorescenza                   | Attinomorfa          |
| M. longifolia | 100 cm          | Sessili; lanceolate; 9 cm                                           | Diverse infiorescenze ramose con teste allungate su steli verdi                                        | Attinomorfa          |
| M. pulegium   | 50 cm           | Picciolate; lanceolate-lineari; 2 cm                                | Diversi verticillastri subsferici alla base di una coppia di foglie poco più lunghe dell'infiorescenza | Più o meno bilabiata |
| M. spicata    | 100 cm          | Sessili; lanceolate e acute; 9 cm                                   | Diverse infiorescenze ramose con teste allungate su steli rossastri                                    | Attinomorfa          |
| M. suaveolens | 60 cm           | Sessili; da ovate a subrotonde; 4,5 cm                              | Diverse infiorescenze ramose con teste allungate e ravvicinate                                         | Attinomorfa          |

## Usi

### Farmacia
Secondo la medicina popolare questa pianta ha le seguenti proprietà medicamentose:
- antisettica (proprietà di impedire o rallentare lo sviluppo dei microbi);
- antispasmodica (attenua gli spasmi muscolari, e rilassa anche il sistema nervoso);
- carminativa (favorisce la fuoriuscita dei gas intestinali);
- diuretica (facilita il rilascio dell'urina);
- stimolante (rinvigorisce e attiva il sistema nervoso e vascolare);
- stomachica (agevola la funzione digestiva).

Le cime e le foglie essiccate sono usate nella medicina popolare cinese.

### Cucina
Le parti edibili sono le foglie (crude o cotte) con le quali si può fare il the, oppure possono essere usate come condimento/spezie.
In Cina questa pianta è coltivata come fonte per l'olio di menta verde, un olio essenziale utilizzato per aromatizzare caramelle, dentifrici, gomme da masticare e altro.